# 瓦万站
瓦万站（法語：Vavin）是巴黎地鐵4號線的一個車站，位於巴黎6區和巴黎14區的交界地點，得名于纪念19世紀政治家亚历克西·瓦万的瓦万路。瓦万站開業於1910年1月9日。

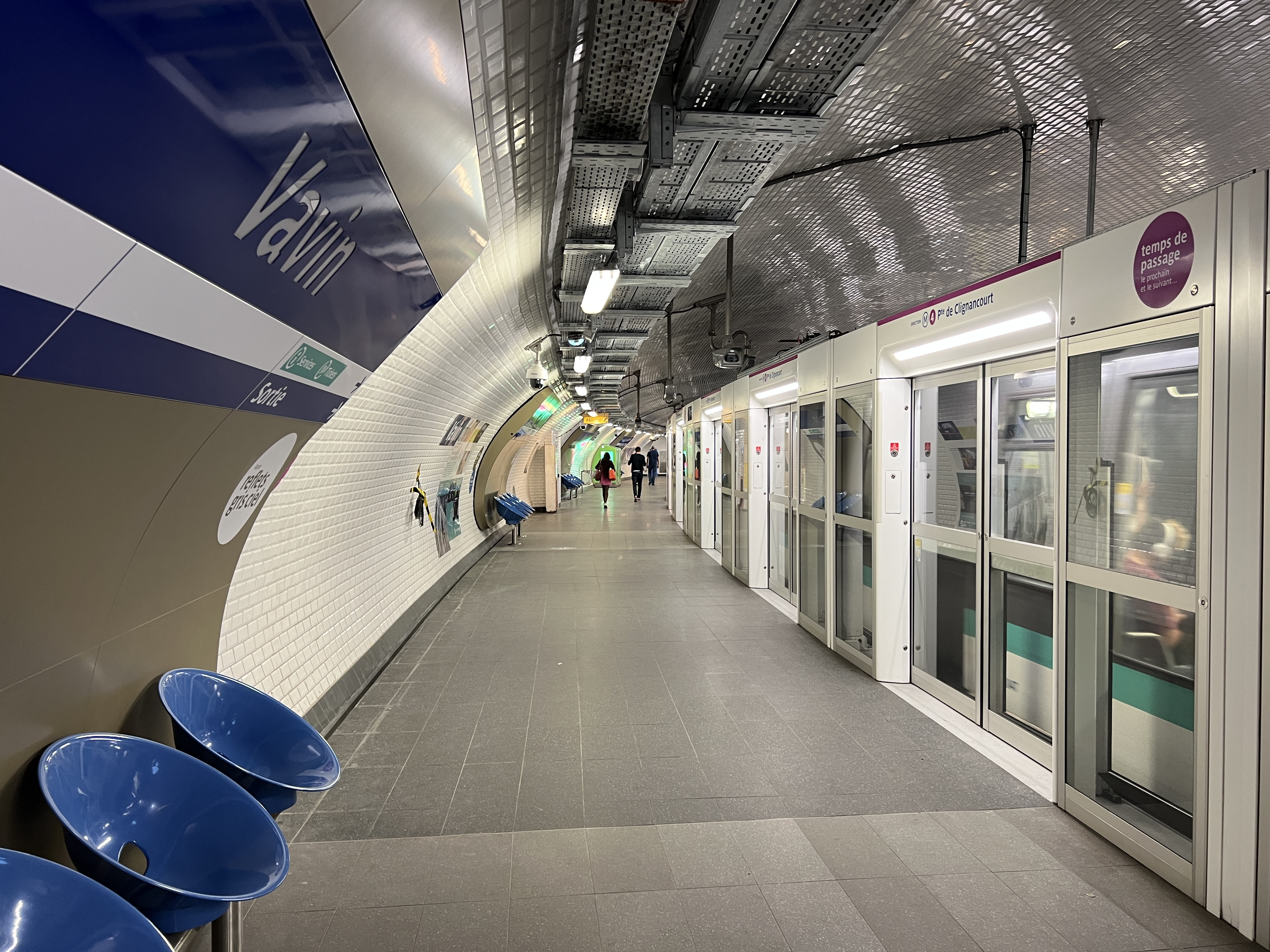
月台 (2022年7月)

## 車站結構
| 街道   |                    |                                     |
| B1     | 月台連接夾層       |                                     |
| 月台層 | 側式月台，右側開門 | 側式月台，右側開門                  |
| 月台層 | 北行               | 往克里尼昂古門（蒙帕纳斯-比安弗尼） |
| 月台層 | 南行               | 往巴涅-露西·奧布拉克（拉斯帕伊）    |
| 月台層 | 側式月台，右側開門 |                                     |